# Sophora davidii
Sophora davidii là một loài thực vật có hoa trong họ Đậu. Loài này được (Franch.) Pavol. miêu tả khoa học đầu tiên.

## Hình ảnh

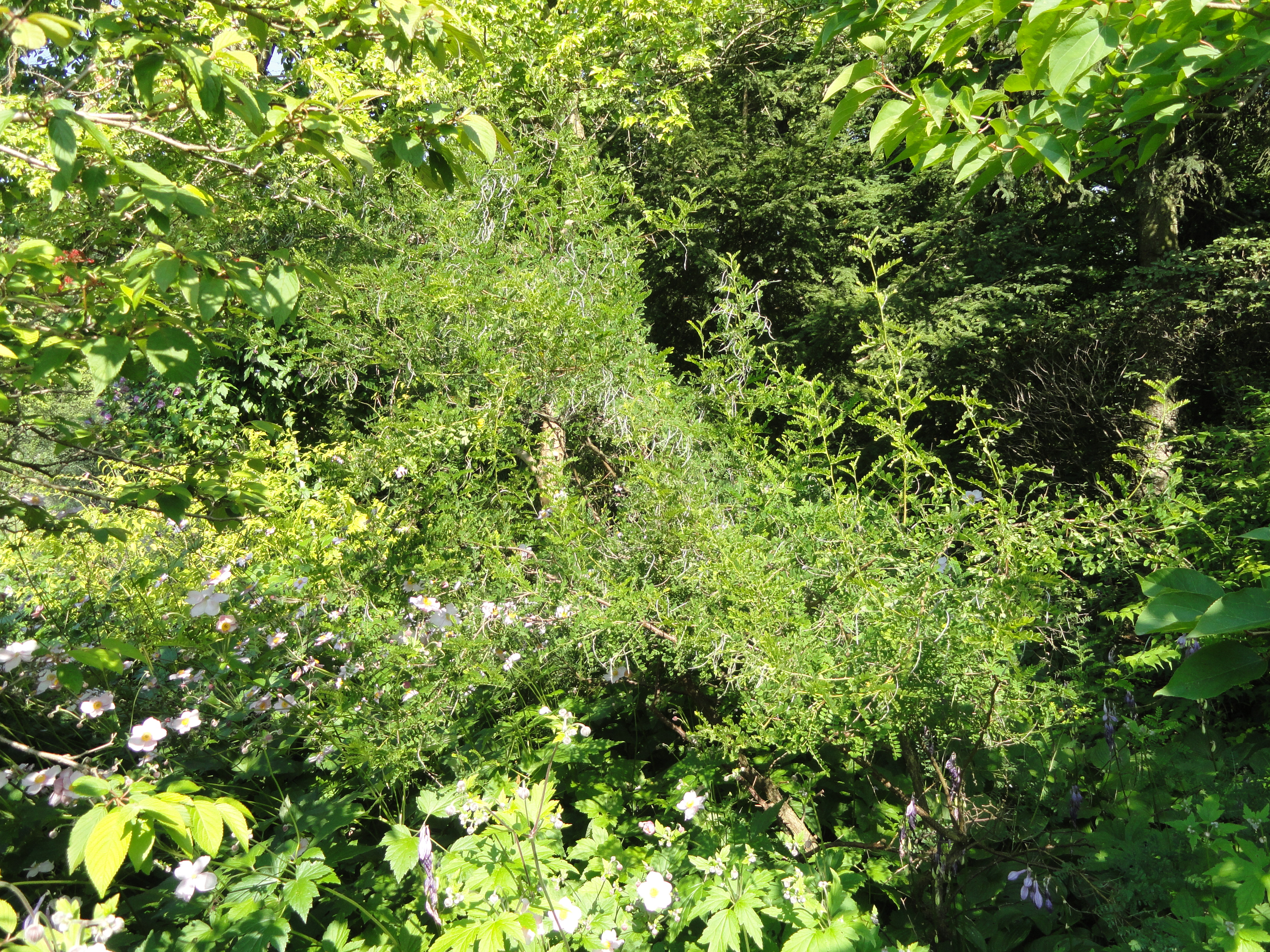
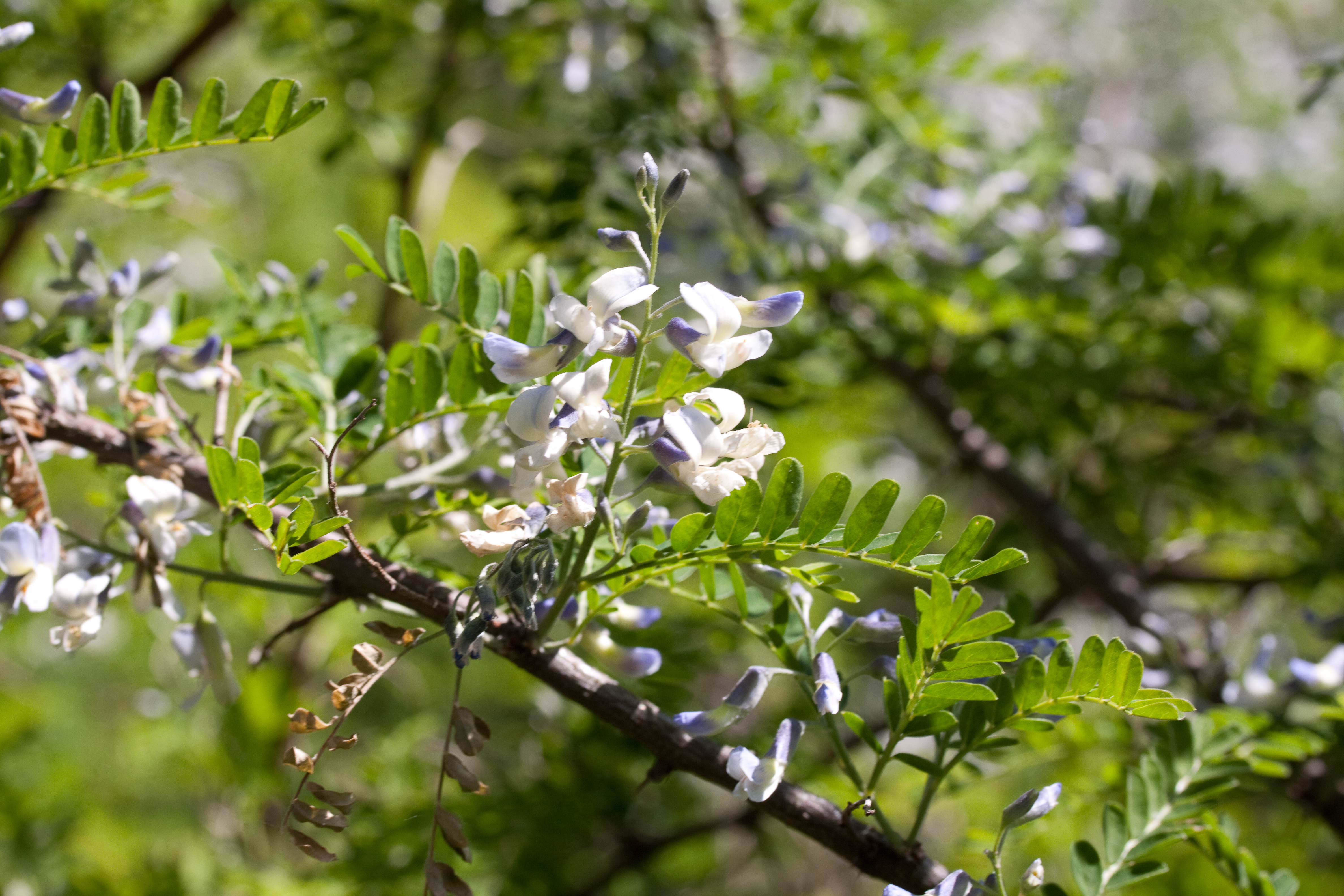
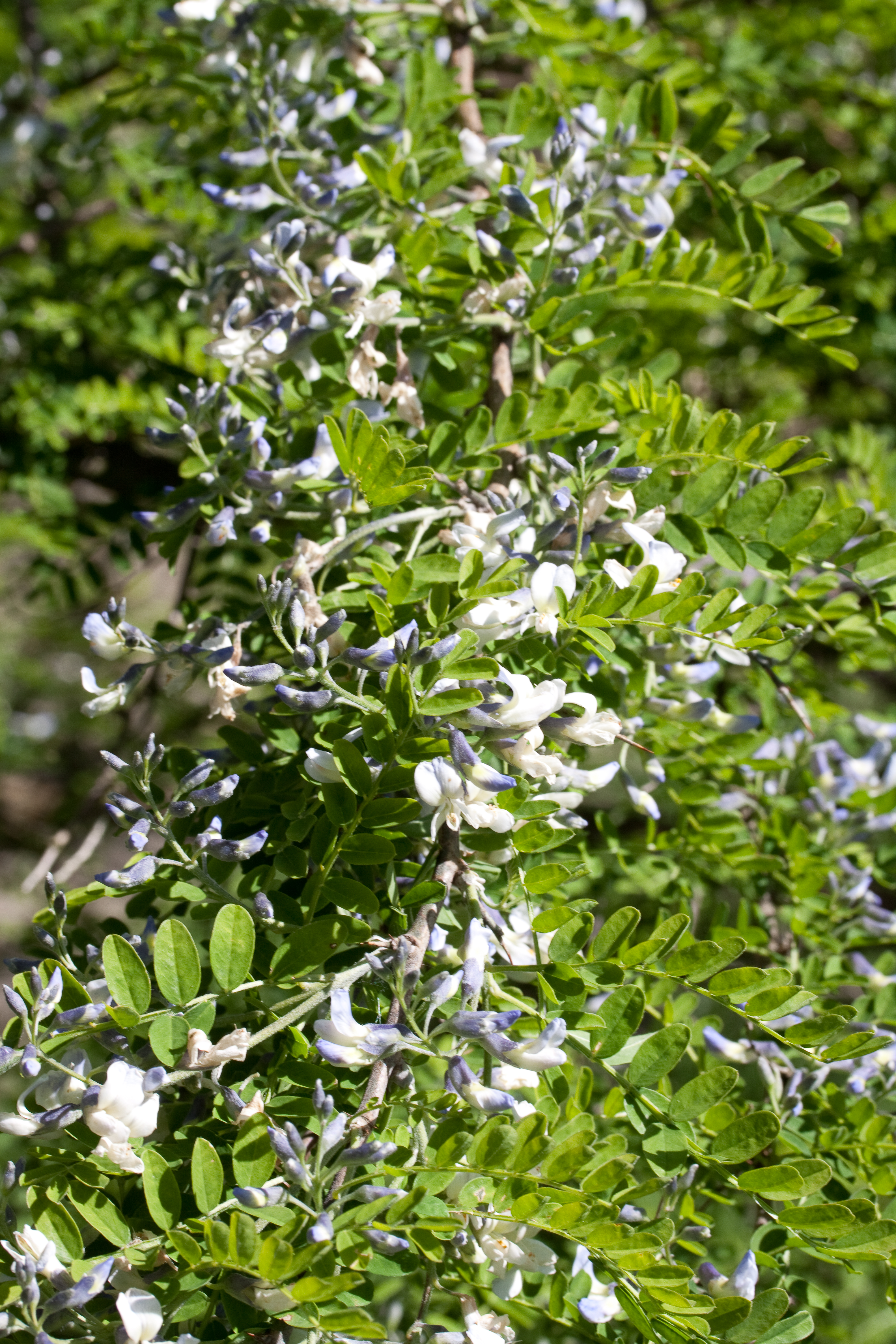
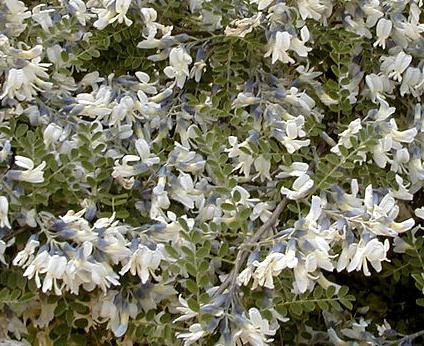